# Oléoduc Saint-Laurent
L'oléoduc Saint-Laurent est le projet d'oléoduc que construit Ultramar pour relier sa raffinerie à son terminal à Montréal-Est.

## Histoire
La société Ultramar exploite la plus grande raffinerie au Québec à Saint-Romuald, un arrondissement de Lévis, en face de la ville de Québec sur le fleuve Saint-Laurent. En 2006, elle expédiait quotidiennement 50 000 barils par jour de produits raffinés dans la région de Montréal : 40 000 bbl/j par trains-blocs et le reste par navires côtiers. Ce volume devait doubler au cours des mois suivants, de là la nécessité d'un pipeline.
Sa construction a été autorisée par le Projet de loi 229 (privé) du gouvernement du Québec sanctionné le 17 juin 2005. Le tracé préférentiel a alors été déposé et les négociations de servitudes de passage avec les quelque 700 propriétaires impliqués ont commencé peu après. L'étude d'impact environnemental (1400 pages en 7 volumes) a été déposée en mai 2006 et se sont amorcées les négociations avec la Commission de protection du territoire agricole du Québec ainsi que les consultations du Bureau d'audiences publiques sur l'environnement. La mise en service était alors prévue pour la fin de 2009. 
Après plusieurs retards dus aux multiples juridictions impliquées et aux contestations de certains fermiers dont les terres ont été utilisées, le pipeline, dont le coût était évalué à 370 millions de dollars canadiens, est mis en opération à la fin de 2012.

## Caractéristiques
Dans le cadre de la modernisation de ses installations, qui a augmenté la capacité de raffinage de l'usine à 265 000 bbl/j, Ultramar a proposé la construction d'un oléoduc de 406,4 mm (16 pouces) pour relier sa raffinerie de Saint-Romuald à Boucherville, sur la Rive-Sud de Montréal. Le nouvel oléoduc de 240 km devait être relié à une conduite existante sous le fleuve pour rejoindre le terminal pétrolier de l'entreprise, situé à Montréal-Est. Le projet, dont le coût était estimé à 250 millions $ en 2007, permettait notamment de sécuriser l'approvisionnement en produits pétroliers de la région métropolitaine de Montréal et de réduire les coûts de transport et les émissions de gaz à effet de serre pour le transport de carburant.
Selon les plans d'Ultramar soumis au Bureau d'audiences publiques sur l'environnement (BAPE) en 2007, l'oléoduc devait traverser des terres boisées sur une distance de 108 km et des milieux agricoles sur environ 123 km. La conduite serait construite dans une emprise permanente de 18 m de largeur et enfouie à 1,20 m en terrain agricole et à 90 cm en terrain boisé. Tel que proposé, le projet devait croiser 5 autoroutes, 88 routes, 5 voies ferrées et 4 gazoducs ou oléoducs. La construction de l'ouvrage devait nécessiter également le franchissement de 9 cours d'eau majeurs et 243 cours d’eau mineurs.
La capacité maximale de la canalisation était fixée à 100 000 bbl/j, mais elle pourrait être portée à 170 000 en installant deux stations de pompage additionnelles, « si l’augmentation de la demande en produits pétroliers le justifiait ou si la production de raffineries concurrentes installées au Québec ou en Ontario était réduite ou cessait ».
Selon les calculs d'Ultramar, cités par le BAPE, la mise en service de l’oléoduc devait permettre l'évitement d'émissions de gaz à effet de serre de l'ordre de 30 000 tonnes par année par rapport à l'utilisation du rail et du transport maritime.